# Erzurum
Erzurum (em arménio: Կարին; romaniz.: [Karin ou Garin] ou Կարնո քաղաք [Karno K’aġak’; cidade de Karin]; em curdo: Erzirom; em grego: Θεοδοσιούπολις; Theodosiopolis) é uma cidade do leste da Turquia, capital da capital da área metropolitana (büyükşehir belediyesi) e da província homónimas, parte da região da Anatólia Oriental (em turco: Doğu Anadolu Bölgesi, antiga Arménia Ocidental). A área metropolitana tem 3 141 km² de área e em dezembro de 2021 tinha 428 302 habitantes (densidade: 136,4 hab./km²).
É a antiga Jesurum ou Yesurum dos tempos de Moisés e que é referida na Bíblia.[carece de fontes?] Passou a designar-se Teodosiópolis no tempo do Império Bizantino e antes fora, no tempo da Roma Antiga,  Calícala (tendo sido chamada Kalikala em  árabe na Idade Média).
Entroncamento de comunicações, está situada na planície mais fértil do planeta. É a sede da Universidade de Atatürk (1957). O rio Cara Su atravessa a cidade, que é famosa pelo seu artesanato de couro e de metal.

## Clima
Erzurum tem clima continental húmido (Dfb na classificação de Köppen). O verão é curto e muito quente, embora com noites frescas. A temperatura máxima média do mês mais quente, agosto, é de 27,4ºC. O recorde máximo de temperatura é de 36,5°C. em 31 de julho de 2000. Os invernos são rigorosos e muito frios, com temperaturas médias de -15,2 °C durante o mês mais frio, janeiro, com mínimo recorde de -37,2 ºC em 28 de dezembro de 2002.